# Huub van Boeckel
Pour les articles homonymes, voir van Boeckel.
Huub van Boeckel, né le 25 janvier 1960 à La Haye, est un ancien joueur de tennis professionnel néerlandais.

## Carrière
Champion des Pays-Bas en simple et double en 1982 et finaliste en 1983, il est membre de l'équipe des Pays-Bas de Coupe Davis de 1980 à 1988 au sein de laquelle il joue essentiellement le double avec Michiel Schapers. Dans ce domaine, il totalise 10 victoires pour 5 défaites contre 2 victoires et 6 défaites en simple.
En décembre 1984, alors qu'il n'a pas encore remporté un seul match sur le circuit ATP et qu'il est classé 273e mondial, il parvient à se qualifier pour la finale du tournoi d'Adélaïde en éliminant John Frawley, 70e et Mike Bauer, 50e. Il enchaîne sur un quart de finale à Melbourne. Il a atteint deux autres quarts de finale à Hilversum en 1985 et Tel Aviv en 1987.
Il a remporté l'unique titre de sa carrière lors du tournoi Challenger de Valkenswaard en 1986. Il bat Wolfgang Popp en finale. En double, il s'est illustré à Ashkelon et Galatina en 1983, Dortmund en 1986, Valkenswaard en 1987 et Oporto en 1988.
Après sa carrière, il a étudié l'économie à l'Université Érasme de Rotterdam, puis s'est reconverti dans les affaires et a fondé un magasin de chaussures en 2004.

## Palmarès

### Finale en simple messieurs
| No | Date       | Nom et lieu du tournoi          | Catégorie | Dotation | Surface      | Vainqueur    | Score         |  |
| -- | ---------- | ------------------------------- | --------- | -------- | ------------ | ------------ | ------------- |  |
| 1  | 17-12-1984 | South Australian Open, Adélaïde |           | 75 000 $ | Gazon (ext.) | Peter Doohan | 1-6, 6-1, 6-4 |  |

### Finale en double messieurs
| No | Date       | Nom et lieu du tournoi                 | Catégorie | Dotation | Surface    | Vainqueurs                 | Partenaire    | Score    |  |
| -- | ---------- | -------------------------------------- | --------- | -------- | ---------- | -------------------------- | ------------- | -------- |  |
| 1  | 12-10-1987 | Tournoi de tennis de Tel Aviv Tel Aviv |           | 89 400 $ | Dur (ext.) | Gilad Bloom Shahar Perkiss | Wolfgang Popp | 6-2, 6-4 |  |

## Parcours dans les tournois duGrand Chelem

### En simple
| Année | Open d'Australie | Open d'Australie | Internationaux de France | Internationaux de France | Wimbledon       | Wimbledon | US Open        | US Open   |
| ----- | ---------------- | ---------------- | ------------------------ | ------------------------ | --------------- | --------- | -------------- | --------- |
| 1983  | 1er tour (1/64)  | J. Gurfein       | —                        | —                        | —               | —         | —              | —         |
| 1985  | 3e tour (1/16)   | M. Schapers      | 2e tour (1/32)           | E. Sánchez               | —               | —         | 2e tour (1/32) | B. Becker |
| 1987  | 1er tour (1/64)  | N. Fulwood       | —                        | —                        | —               | —         | —              | —         |
| 1988  | 1er tour (1/64)  | M. Kratzmann     | —                        | —                        | 1er tour (1/64) | P. Kühnen | —              | —         |

N.B. : à droite du résultat se trouve le nom de l'ultime adversaire.

### En double
| Année | Open d'Australie             | Open d'Australie       | Internationaux de France  | Internationaux de France | Wimbledon                     | Wimbledon          | US Open | US Open |
| ----- | ---------------------------- | ---------------------- | ------------------------- | ------------------------ | ----------------------------- | ------------------ | ------- | ------- |
| 1983  | 2e tour (1/16) G. Whitecross | S. Denton S. Stewart   | 1er tour (1/32) H. Ismail | F. González P. Pecci     | 1er tour (1/32) H. Ismail     | N. Brown S. Shaw   | —       | —       |
| 1984  | 2e tour (1/16) B. Derlin     | J. Nyström M. Wilander | 2e tour (1/16) B. Levine  | L. Courteau G. Forget    | —                             | —                  | —       | —       |
| 1985  | 1er tour (1/32) W. Popp      | T. Erck C. Fancutt     | —                         | —                        | —                             | —                  | —       | —       |
| 1987  | 2e tour (1/16) A. Mansdorf   | J. Hlasek S. Stewart   | 1er tour (1/32) D. Tyson  | G. Forget Y. Noah        | —                             | —                  | —       | —       |
| 1988  | 1er tour (1/32) M. Schapers  | K. Jones T. Nelson     | —                         | —                        | 1er tour (1/32) D. Macpherson | P. Doohan J. Grabb | —       | —       |

N.B. : le nom du ou de la partenaire se trouve sous le résultat ; le nom des ultimes adversaires se trouve à droite.